# Карл Федорович фон Мекк
Карл Федорович фон Мекк (нім. Karl Otto Georg von Meck) (22 червня (5 липня) 1821 маєток Шлампен Туккумський повіт Курляндська губернія Російська імперія — 26 січня (7 лютого) 1876, Москва) — остезійський дворянин, барон, один із засновників залізничного транспорту Росії, інженер-полковник Міністерства залізничних шляхів, дійсний статський радник, благодійник і меценат. Власник цукроварні, цигаркової фабрики, винокурні, мідного, ливарного, спиртового, цегельного та вапнякового заводів.

## Біографія

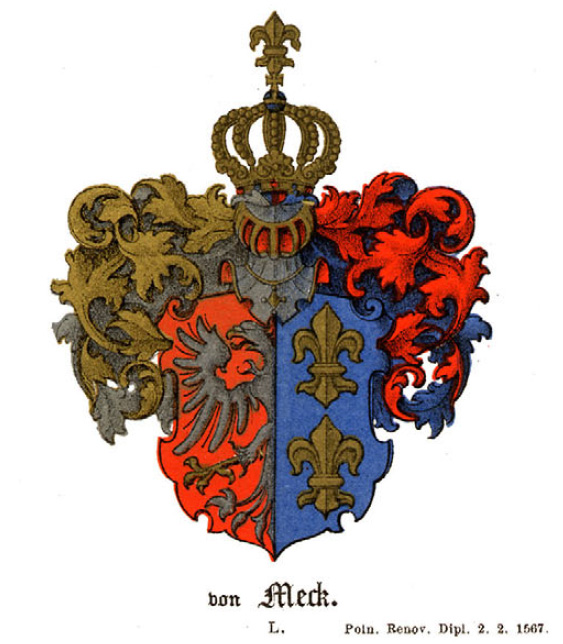
Герб фон Мекк

Карл Федорович у 17 років вступив кадетом до Інституту корпусу шляхів сполучення, який тоді був військовим навчальним закладом (пізніше став називатися Санкт-Петербурзьким інститутом шляхів сполучення ім. Олександра I). У 1841 р. отримав чин прапорщика і залишився в навчальному закладі продовжувати навчання. У 1842 р. отримав чин підпоручика, а потім 20 червня 1844 р. після іспитів отримав чин поручика. Був призначений на службу інженером доріг в XI дільниці шляхів сполучення. Будував дорогу в Смоленській області, де і зустрів свою майбутню дружину, доньку місцевого поміщика-дворянина Філарета Васильовича Фраловського і Анастасії Дмитрівни Потьомкіної. За будівництво ділянки від Малоярославця до Бобруйська, після огляду шосе імператором у 1851 р. був відзначений "особливим монаршим благословенням".
У 1858 р. був призначений начальником дистанції, але за наполяганням дружини в 1859 р. залишив державну службу в чині інженер-підполковника з мундиром, закінчивши першу частину свого життя — казенну. І зайнявся підприємництвом: саме в цей час у Росії, що усвідомила після поразки в Кримській війні всю важливість залізничного транспорту, почалися перші спроби будівництва залізниць по приватних підрядах. У 1860 р. працює підрядчиком по земельних роботах на будівництві Московсько-Троїцкої залізниці. Пізніше фон Мекк вступив до Товариства Саратовської залізниці, що ставило за мету спорудити на приватні гроші залізниці між Москвою і Саратовом. На першому етапі повинна була будуватися ділянка Москва-Коломна. І вона була побудована за два роки та введена в експлуатацію. На думку сучасників, ця заслуга належала головному секретареві Товариства Павлу фон Дервізу і його помічникові фон Мекку. Проте на цьому засоби Товариства вичерпалися і воно збанкрутіло. Проте вже в 1863 р. замість нього було засновано Товариство Московсько-Рязанської залізниці, яке фон Дервіз очолив уже як голова Правління і залучив фон Мекка до будівництва дороги від Коломни до Рязані як головного підрядчика. Дорога була побудована за небувалий термін — півтора року, швидко увійшла до експлуатації. На думку сучасників, цей проект приніс фон Дервізу і фон Мекку прибутку близько півтора мільйонів рублів. Потім з тією ж швидкістю і ефективністю фон Дервізом і фон Мекком була збудована наступна ділянка від Рязані до Козлова. Надалі фон Мекк узяв участь у спорудженні ще декількох залізниць, у тому числі Курсько-Київської, але потім побудував Ландварово-Роменську залізницю. Московська міська дума залучала К. Ф. фон Мекка як консультанта при спорудженні капітальних металевих мостів через Москву-річку.
Помер від інфаркту, який стався від сердечного нападу, що був викликаний зрадою дружини і народження позашлюбної доньки Людмили від Олександра Олександровича Іолшина. Похований у сімейному склепі на цвинтарі Ново-Олексіївського монастиря в Москві.

## Благодійність
Карл Федорович допомагав багатьом установам і суспільствам, ось деякі свідоцтва:
- жертводавець на Миколаївське ім. Августійшого Голови Комітету Сибірської залізничної дороги Гуртожиток студентів Інституту Інженерів Шляхів Сполучення імператора Олександра І та засновник іменної премії (10000 руб)

- член опікунської ради з питань нужденних студентів Імператорського Університету св. Володимира

- урядовим розпорядженням 1876 р. Мекк призначений Почесним опікуном Камʼянець-Подільської гімназії

- найголовніший жертводавець Опікунської Ради про бідних Імператриці Марії

- пожертвував 25000 рублів у 1867 р. Імператорському суспільству любителів природознавства, антропології і етнографії для установи при Імператорському Московському університеті кафедри антропології

- пожертвував 5000 рублів на покупку землі для будівництва православного Горненского Казанського монастиря під Єрусалимом.

Після смерті фон Мекка його справу успадкувала вдова Надія Філаретівна і сини, з яких найбільшу роль у розвитку російських залізниць зіграв Микола Карлович.

## Родина

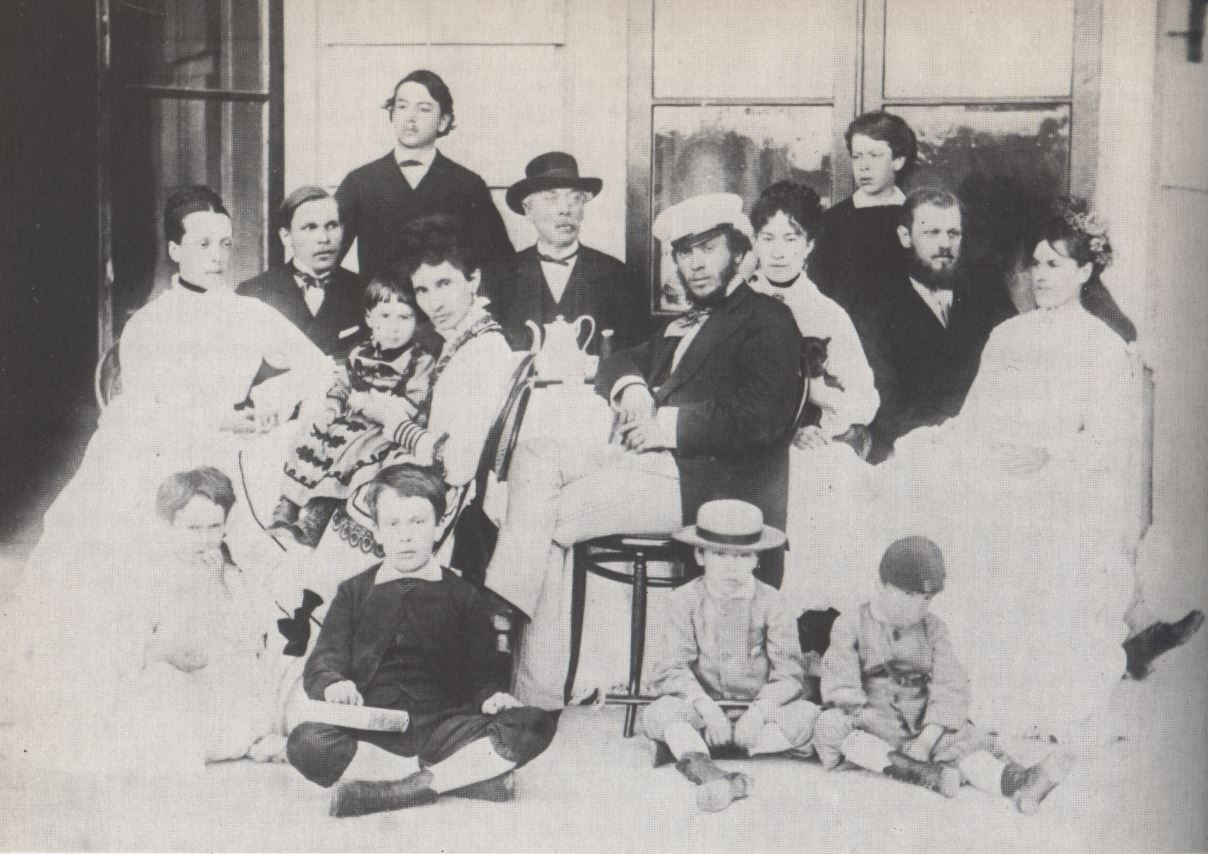
Родина фон Мекк

Син Оттона Адама фон Мекка (1790—1830) і Мітави Вільгельміни фон Мекк (?-?), донки Міттау Давіда Хаффенберга (Гафферберг).
Був одружений з Надією Філаретівною Фраловською (1831—1894).
У шлюбі мали 18 дітей, але вижили лише 11:
Єлизавета (1848—1907) — дружина Олександра Олександровича Іолшина (?-?);
Олександра (1850—1920) — дружина графа Павла Олександровича Беннігсена (?-?);
Володимир (1852—1893) — одруженого з Єлизаветою Михайлівною Поповою (1861—1892), дочкою московського фабриканта;
Юлія (1853—1915) — дружина польського музиканта Владіслава Альбертовича Пахульского (1857—1919);
Лідія (1855—1910) — дружина Федора Федоровича Левіса оф Менара (?-?);
Микола (1863—1929) — одруженого з Анною Львівною Давидовою (1864—1942), онуці декабриста Василя Львовича Давидова (1780—1855), племінниці Петра Ілліча Чайковського.
Олександр (1864—1911) — бібліофіл, меценат, один із засновників альпінізму в Росії, перший голова Російського гірського товариства
Софія (1867—1935) — дружина Олександра Олександровича Римського-Корсакова (1849—1922), а потім князя Дмитра Михайловича Голіцина (1867—1913);
Максиміліан (1869—1950) — одруженого з Ольгою Михайлівною Кирьяковою (?-1928), а потім на Елизабет Ватсон;
Іліодор (1871—1873) — похований в родовому склепі (зруйнований в 1929 р.) в Ново-Олексіївському монастирі
Михайло (1871—1883) — помер від хвороби серця
Людмила (1872—1946) — дружина князя Андрія Олександровича Ширинського-Шихматова (1868—1927).